# Gunpowder
Gunpowder är i många länder utanför Kina namnet på ett grönt kinesiskt te som sägs ha fått sitt namn eftersom det ska likna krut (engelska gunpowder). På kinesiska är teet, som odlats sedan Tangdynastin däremot känt som zhūchá (珠茶), "pärlte" (dock inte att ihopblandas med det mycket modernare taiwanesiskt pärlte som är ett mjölkte med stärkelsekulor), och man ska när man köper det se till att det har en ytlyster som talar om att det inte blivit för gammalt.